# アポロ15号
アポロ15号はアメリカ合衆国のアポロ計画における4度目の月面着陸飛行である。アメリカの有人宇宙飛行は、これで8回連続で成功を収めた。また月面車を使用し、より長い期間月面に滞在して科学的探査に重点を置く、いわゆるJ計画が初めてこの飛行で行われた。
発射は1971年7月26日、帰還は8月7日だった。NASAは15号を、それまでに行われた中で最も成功した有人宇宙飛行であったと表明した。
着陸船「ファルコン」は、月面上雨の海の中の「Palus Putredinus（腐敗の沼地）」と呼ばれる地域にあるハドリー山に降り立った。デイヴィッド・スコット(David Scott)船長とジェームズ・アーウィン(James Irwin)着陸船操縦士は月面で3日間を過ごし、18.5時間の船外活動で77キログラム （170ポンド）のサンプルを採集した。またこの飛行では初めて月面車が使用され、それまでの徒歩による探査よりもはるかに遠くまで着陸船から離れることを可能にした。一方で司令船「エンデバー」の操縦士アルフレッド・ウォーデン(Alfred Worden)は月上空を周回しながら、機械船の科学機器搭載区画(Science Instrument Module, SIM)に収納されているパノラマカメラ、ガンマ線分光計、地図作成用写真機、レーザー高度計、質量分析器などを使用して月の表面とその環境に関する詳細な探査をし、さらに飛行の最終段階ではアポロ計画で初となる小型衛星の放出を行った。
15号は当初の目的を完遂したものの、計画終了後にスコットたちが飛行を記念した切手をめぐってある人物と非公式に金銭的な取引をしていたことが明るみに出て、彼らの名誉はいささか傷つくことになった。皮肉なことにこの飛行は初めて月面車を使用したことで後に記念切手が発行されたが、これはマーキュリー計画でアメリカ初の有人宇宙飛行が行われてからの10年間での数少ない例のひとつであった。

## 搭乗員
| 地位           | 飛行士                                                   | 飛行士                                                   |
| -------------- | -------------------------------------------------------- | -------------------------------------------------------- |
| 船長           | デイヴィッド・スコット(David Scott) 三回目の宇宙飛行     | デイヴィッド・スコット(David Scott) 三回目の宇宙飛行     |
| 司令船操縦士   | アルフレッド・ウォーデン(Alfred Worden) 一回目の宇宙飛行 | アルフレッド・ウォーデン(Alfred Worden) 一回目の宇宙飛行 |
| 月着陸船操縦士 | ジェームズ・アーウィン(James Irwin) 一回目の宇宙飛行     | ジェームズ・アーウィン(James Irwin) 一回目の宇宙飛行     |

飛行士たちは3人とも空軍の出身であり、また全員がミシガン大学で名誉学位または修士学位を授与されていた。スコットが名誉学位を授与されたのは1971年春で、発射の1ヶ月前のことだった。彼はかつてミシガン大学に在籍していたが、陸軍士官学校からの招待を受けたために同大学を中退していた。飛行士たちは陸軍または海軍兵学校で学業を行っていた。

### 予備搭乗員
| 地位           | 飛行士                                           | 飛行士                                           |
| -------------- | ------------------------------------------------ | ------------------------------------------------ |
| 船長           | リチャード・ゴードン Jr.(Richard F. Gordon, Jr.) | リチャード・ゴードン Jr.(Richard F. Gordon, Jr.) |
| 司令船操縦士   | ヴァンス・ブランド(Vance D. Brand)               | ヴァンス・ブランド(Vance D. Brand)               |
| 月着陸船操縦士 | ハリソン・シュミット(Harrison Schmitt)           | ハリソン・シュミット(Harrison Schmitt)           |

シュミットは「グループ4」と呼ばれる、アポロ計画のために選出された科学者を中心とする宇宙飛行士のメンバーの一人であった。グループ4から月に行ったのは彼だけで、1972年の17号で飛行した。

### 支援飛行士
- ゴードン・フラートン(C. Gordon Fullerton)
- ジョセフ・アレン(Joseph P. Allen)
- ロバート・パーカー(Robert A. Parker)
- カール・ゴードン・ヘナイズ(Karl Gordon Henize)

### 飛行主任
- ジェリー・グリフィン(Gerry Griffin)、金色チーム主任
- ミルトン・ウィンドラー(Milton Windler)、栗色チーム主任
- グリン・ランネイ(Glynn Lunney)、黒チーム主任
- ジーン・クランツ(Gene Kranz)、白チーム主任

## 諸数値
- 質量：
  - 発射重量：2,945,816 kg
  - 宇宙船総重量：46,782 kg
    - 司令・機械船重量：30,354 kg、うち司令船5840 kg、機械船24,523 kg
    - 着陸船重量：16,428 kg、上昇段の月面からの発射時重量4,951 kg
- 地球周回回数：出発時3周、帰還時約1周
- 月周回回数：74周

### 地球周回待機軌道
- 近地点：169.5 km
- 遠地点：171.3 km
- 軌道傾斜角：29.679度
- 軌道周回時間：87.84分

### 司令・機械船と着陸船のドッキング
- ドッキング切り離し：1971年7月30日 18:13:16 UTC
- 再ドッキング：1971年8月2日 19:10:25 UTC

### 船外活動
- スコット  – 立哨船外活動 （司令船とのドッキングトンネルから顔を出し、月面を観察する船外活動）
- 立哨開始：7月31日 00:16:49 UTC
- 立哨終了：7月31日 00:49:56 UTC
- 時間：33分07秒
- スコットおよびアーウィン – 第1回船外活動
- 第1回船外活動開始：7月31日 13:12:17 UTC
- 第1回船外活動終了：7月31日 19:45:59 UTC
- 時間：6時間32分42秒
- スコットおよびアーウィン – 第2回船外活動
- 第2回船外活動開始：8月1日 11:48:48 UTC
- 第2回船外活動終了：8月1日 19:01:02 UTC
- 時間：７時間12分14秒
- スコットおよびアーウィン – 第3回船外活動
- 第3回船外活動開始：8月2日 08:52:14 UTC
- 第3回船外活動終了：8月2日 13:42:04 UTC
- 時間：4時間49分50秒
- ウォーデン – （アーウィンが立哨し）地球に中継する第4回船外活動
- 第4回船外活動開始：8月5日 15:31:12 UTC
- 第4回船外活動終了：8月5日 16:10:19 UTC
- 時間：0時間39分07秒

## 計画と訓練
スコット船長らは、アポロ12号では予備搭乗員を務めていた。彼らは全員空軍出身であり、全員が海軍出身だった本搭乗員たちとはライバル心を発揮したが、同時に良い協力関係にあった。
15号は当初は12号、13号、14号と同様にH計画として飛行する予定だったが、NASAは1970年9月2日、アポロ計画を17号までで終了することを発表した。このため15号は計画の効果を最大限に高めるべく、J計画として飛行することとなった。
これにより15号の訓練も、いくつかの点で変更が加えられることになった。その中の1つが地質学的探査の訓練であった。地質学の探査はそれ以前にも行われていたが、15号は初めてこの点に最も高い優先度を置く飛行となった。スコットとアーウィンは、カリフォルニア工科大学の地質学者で特に先カンブリア時代の専門家であるレオン・シルバー(Leon Silver)と共に訓練をすることになった。シルバーは宇宙飛行士のハリソン・シュミットから、NASAが以前に雇っていた講師の代わりをやらないかと打診されていた。彼は年代測定法、中でもウランが鉛に崩壊する過程を計測することで石の年代を特定する手法の改善で、1950年代に大きな貢献をしていたのである。
当初シルバーは、本搭乗員と予備搭乗員たちをアリゾナやニューメキシコの様々な学問的研究用地に連れて行き、普通の地質学の授業のような訓練をするつもりだったが、発射が近づくにつれてその訓練はより現実に近いものになっていった。飛行士たちは船外活動で使用する生命維持装置の模型を背負い、テントにいるCAPCOM（宇宙船連絡員）たちとウォーキートーキーで会話した（CAPCOMは宇宙船との交信を担当する管制官で、同僚の宇宙飛行士が務める。また通常は、飛行士たちとの会話は彼らしかすることができない）。さらにCAPCOMには、飛行士たちの発言を地質学という彼らにとって不案内な分野での表現に翻訳するための補助として、地質学者のグループが伴っていた。
ハドリー山への着陸は1970年9月に決定した。着陸地点の選考委員会は、候補地をハドリー裂溝とマリウス(Marius)クレーターの2つに絞っていた。マリウスの近くには、おそらくは溶岩ドームと思われる低い小丘が数多くあった。スコット船長は最終的な決定権こそなかったものの、候補地の選定には大きな発言権を持っていた。彼にとってはハドリー山を選択した理由は明確で、「探検するには最高の場所」だったからであった。
一方で司令船操縦士のウォーデンは違う訓練を積んでいた。彼はエジプト生まれの地質学者ファルー・エルバズ(Farouk El-Baz)と行動を共にし、司令船が月を周回する状況を模して飛行機で訓練地の上空を飛び、空から眼下を通り過ぎる月面の地形を観測することにおいて高い技術を習得した。

## 主要な任務

### 発射から月遷移軌道まで
15号は1971年7月26日午前9時34分（米東部標準時）、フロリダ州ケープ・カナベラルのケネディ宇宙センターから発射された。打ち上げの途中でサターン5型ロケット第1段S-ICのロケットエンジンは、1段目が切り離されたあとも4秒間にわたって噴射を続けた。このとき第2段S-IIの排気ガスはS-ICの遠隔操作の機器を直撃していたので、まかり間違えば第1段と第2段が衝突して打ち上げが中止されるところであった。このような不具合はあったものの、第3段S-IVBと宇宙船は無事に地球周回軌道に到達した。発射から2時間後、S-IVBのエンジンが再点火され15号は地球周回軌道を離れ月への遷移軌道へと投入された。
発射から2日後、宇宙船は月の裏側を通過した。そこで機械船の推進エンジン(Service Propulsion System, SPS)が6分間にわたって噴射され、宇宙船は第1段階の月周回軌道に投入された。近月点を通過したとき、着陸船をハドリー山に降下させるための適正な軌道に修正すべくSPSエンジンが再度点火された。

### 着陸
15号は7月30日に月周回軌道に到達した。初日のほとんどは、その後に控えている着陸船降下の準備に費やされた。準備が完了すると司令・機械船との切り離しが試みられたが、ハッチの気密部分から僅かながら酸素が漏れていることが確認されたことから作業は一時中断された。地上からの指示で点検が行われ、司令船操縦士のウォーデンがハッチの締め直しを行うと酸素の漏れが止まったことから、2時間遅れで作業が再開された。スコットとアーウィンが降下の準備を続ける一方でウォーデンは司令船に残り、上空からの月面観測を行うために高度を上げ、数日後の同僚たちの帰還に備えた。
ストットとアーウィンはただちにハドリー山に向けて降下を始めた。降下開始から数分後、着陸船ファルコンがピッチオーバー（姿勢を徐々に垂直状態にすること）して着陸地点へのアプローチに入ったとき、ファルコンはまだ目標地点から6キロメートルも東にいたため、スコットは急遽飛行経路を変更した。7月30日 22時16分29秒(UTC)、15号はハドリー山に到着した。着陸地点は、当初の目標からわずか数百メートルしか離れていなかった。アポロ11号では、アームストロング船長らは着陸直後は興奮して眠れなかったためただちに船外活動を開始したが、15号では翌日に備えて休息することを選択した。彼らはこの後、それ以前のどの飛行よりも長い時間月面に滞在し、3回にわたって船外活動をしなければならなかったため、睡眠のリズムを崩したくなかったのである。ただし就寝する前、スコットは船内を減圧して上部にあるドッキング用ハッチを開き、そこから顔を出して周囲の写真撮影をした（立哨船外活動）。

### 月面
彼らが就寝している間、ヒューストンの管制センターでは酸素がゆっくりとだが、確実に漏れていることをずっと検知していた。宇宙船に搭載されているコンピューターから遠隔測定でデータを読み出すことは、その夜は電力節約のために限度があり、管制センターは飛行士たちを起こさなければ正確な原因を特定することができなかった。結局スコットとアーウィンは予定よりも1時間早く起こされ、酸素漏れの原因は尿浄化装置のバルブの1つが「開」になっていたからであることを突き止めた。問題解決後、飛行士たちは船外活動の準備を始めた。
4時間後、スコットとアーウィンは史上7番目と8番目に月面に降り立った人間となった。2人は着陸船の格納庫から月面車を取り出すと、最初の船外活動の目的地であるハドリー裂溝の縁にあるエルボー(Elbow)クレーターへと向かった。着陸船に戻ると、「アポロ月面実験装置群(Apollo Lunar Surface Experiments Package, ALSEP)」を展開した。第1回船外活動は、およそ6時間半で終了した。
2日目の目標地点はモンス・ハドレイ・デルタ(Mons Hadley Delta)と呼ばれる小山で、両名はそこでアペニン山脈周辺にあるクレーターで石を採集した。またこのとき彼らはアポロ計画で後に最も有名になる、サンプル番号15415番、通称「創世記の石（ジェネシス・ロック）」を発見した。着陸船に戻ってからも、スコットは前日苦労したALSEP設置場所でのボーリング作業に取り組んだ。土質力学的実験を行った後、2人は月面に星条旗を立て着陸船に帰還した。第2回船外活動は7時間12分で終了した。
最後となる第3日目の船外活動では、再びハドレー裂溝の縁を探索した。今回は着陸地点のすぐ北西にある場所が目標だった。着陸船のそばに戻ると、スコットはテレビカメラの前で実験を披露した。同じ重力場の中にある物は、（空気抵抗がなければ）質量の大小に関わらず同じ速度で落下するという落体の法則を実証しようとしたのである。スコットは両手に羽根とハンマーを持ち、同時に手を離した。空気抵抗を受けない月面上では、両者は落体の法則どおり同時に月面に落下した。その後スコットは月面車を着陸船から離れた場所に移動させた。このあと管制官が地上からの遠隔操作で月面車に搭載されているテレビカメラを動かし、着陸船が離陸する場面を撮影するというのである。さらに彼は、宇宙飛行士慰霊碑を月面に置いた。その表面には、1971年当時までに命を落としたソ連とアメリカの宇宙飛行士たちの名前が刻まれていた。第3回船外活動は4時間50分で終了した。
船外活動の総計時間は18.5時間で、採集したサンプルは合計で約77キログラム（170ポンド）であった。

### 地球への帰還
着陸から2日と18時間後、ファルコンの上昇段は月面から離陸し、軌道上で待機するウォーデンが乗る司令・機械船とのランデブーと再ドッキングを行った。採集したサンプルや様々な物品を司令船に移し替えた後、着陸船は切り離され地震観測のため故意に月面に衝突させられた。三飛行士はその後も月周回軌道上からさらなる月面の観測を行い、小型衛星を放出した。すべての任務が完了すると、軌道から脱出するためSPSエンジンを点火した。
翌日、地球への帰路で、ウォーデンは深宇宙での船外活動を行った。この種の活動が行われるのは史上初めてのことで、目的は月面滞在中に自動撮影した写真フィルム（カセット2個、5,500枚相当）を機械船のSIM（科学機器搭載区画）から回収することにあった。この日の終わりに彼らはアポロ計画における宇宙最長滞在記録を樹立し、アポロ計画で最も長く宇宙にいた飛行士たちとなった。
翌8月7日、機械船が切り離され司令船は大気圏に再突入した。着水の際、3本のパラシュートのうち1本が開かなかったが、着水に必要なのは2本だけであったため問題はなかった（1本は予備として用意されていた）。12日と7時間11分53秒にわたる任務を完了し、飛行士たちは北太平洋上で回収船オキナワに収容された。

## 機器

### 宇宙船
15号の司令・機械船は、CSM-112と呼ばれるモデルを使用していた。船名は「エンデバー」で、由来はイギリスの帆船エンデバー号であった。また着陸船LM-10は空軍士官学校を象徴する鳥にちなんで「ファルコン（ハヤブサ）」と名づけられた。もし15号がH計画として飛行していれば司令・機械船にはCSM-111が、着陸船にはLM-9が使用されることになっていた。CSM-111は1975年にアポロ・ソユーズテスト計画で使用されたが、LM-9は結局使われることはなく、現在はケネディ宇宙センターの来訪者施設に展示されている。
再突入後、3本あるパラシュートのうちの1本が展開した後にもつれてしまったが、安全に着水するには2本あれば十分だった。エンデバーは無事に帰還し、すべての任務は成功裏に終了した。
司令船のSIMが宇宙で使用されるのは今回が初めてのことであり、ケネディ宇宙センターの技術者たちは最初の時点から多くの問題を抱えていた。その最大の原因は、SIMは無重力の状態で使用するように設計されているにもかかわらず、整備や試験は地上の1Gの状況下で行わざるを得ないという事実にあった。たとえばガンマ線分光計や質量分析器は長さ7.5メートルの支持棒の先に取りつけられており、試験の際にはレールの上を移動させて無重力状態を再現しようとしたのだが、あまりうまくはいかなかった。すべての機器を宇宙船に収めようとすると、今度はデータのストリーミングが同期しないという問題が発生したため、技術者らは設計の変更と最終的な試験を行うことを望んだ。またガンマ線分光計の試験をする際には、半径10マイル（16キロメートル）以内にいるすべての車のエンジンを停止させなければならなかった。
着陸船については、上昇段と下降段の両方で燃料と酸化剤のタンクの容量が増やされ、また下降段のロケットエンジンのノズルが延長された。さらに太陽電池を追加したことにより、電力が増強された。これらの改造により、着陸船の装重量はそれまでよりも4,000ポンド（1,800キログラム）増えて36,000ポンド（16,000キログラム）になった。
司令船エンデバーは、2016年現在 はオハイオ州デイトンのライト・パターソン空軍基地にある国立アメリカ空軍博物館に展示されている。

### 月面車
月面車の製作はボーイングが担当し、1969年5月から開発が続けられた。5フィート×20インチ（1.5×0.5メートル）に折り畳むことが可能で、着陸船にはその状態で収納されている。乾燥重量は460ポンド（209キログラム）、飛行士と機器を搭載したときの重量は1,500ポンド（700キログラム）である。各車輪は電気モーターにより独立して駆動し、それぞれが4分の1馬力(200W)を発揮する。運転は両飛行士ともできることになっているが、実際には常に船長が運転する。最高速度は時速6から8マイル（10～12キロメートル）で、これにより初めて飛行士は着陸船から遠く離れた場所に移動し、科学実験のための十分な時間を持つことが可能になった。

### 小型衛星
小型衛星PFS-1は、SIMから月周回軌道に放出された。主な目的はプラズマ、宇宙線および月の磁場環境を調査し、月の重力場の地図を作成することであった。特にプラズマ、エネルギー粒子の強度、ベクトル磁場の測定には重点を置き、衛星の速度を高精度で追跡することを容易にした。衛星に課せられた基本的な要求は、月周回軌道上のどこからでも磁場や宇宙線のデータが得られることであった。月は地球から38万キロメートル（地球半径の60倍）の距離をほぼ円形の軌道を描いて周回しているため、衛星は惑星間空間から様々な領域に至るまでの地球の磁気圏を巡ることができた。PFS-1は1971年8月4日から1973年1月までデータを送り続けた。
後年、多数の月周回衛星の軌道を調査した結果、科学者たちは月周回低軌道は不安定なものであることを発見するに至った。PFS-1は幸運なことに、4種類ある月の凍結軌道の近くに放出された。当時の技術者たちは全く知らなかったことなのだが、この軌道上では衛星は半永久的に月を周回し続けることができた。
衛星放出は月軌道での飛行士たちの最後の任務で、地球帰還のためのエンジン噴射の1時間前に行われた。アポロ16号でも、実質的に全く同一の衛星が放出された。

### 発射機
15号を打ち上げたSA-510は10回目に発射されたサターン5型ロケットで、ペイロードを拡張するため飛行軌道やロケット本体にいくつかの改良がなされていた。まず発射方向はこれまでよりも南寄り（方位角80～100度）に向けられ、待機軌道の高度も166キロメートル（90海里）に下げられた。これらの変更によりペイロードは1,100ポンド（500 キログラム）増加した。また予備燃料も減らされ、さらに第1段S-ICを第2段S-IIから引き離すための逆噴射ロケットの数も8本から4本にされた。ただし逆噴射ロケットと、第1段F-1の中央エンジンの燃焼時間は延長された（詳細についてはサターン5型ロケットを参照のこと）。またS-IIについても、pogo振動を抑えるための改良がなされた。
すべての機器が組み込まれた後、サターン5型ロケットは39A発射台に搬送された。1971年の6月下旬から7月上旬にかけて発射台の整備塔は少なくとも4回にわたって雷の直撃を受けたが、損傷はわずかなものだった。

### 宇宙服
15号以前の宇宙服では、生命維持（酸素の供給および二酸化炭素の除去）・冷却水・通信ケーブルの3系統をまとめたコードが2本並行して繋がれていた。このタイプのものは月に行かなかった飛行も含めて、すべてのアポロ計画で船長と着陸船操縦士が着用していたが、15号ではA7LBという新方式の宇宙服が採用された。A7LBではコードの接合部が三角形になり、着脱用のファスナーが右肩から左尻にかけて斜めに配置され（これまでは上下に配置されていた）、腰部が屈伸するようになった。これによって飛行士は身をかがめたり月面車の席に座ったりすることが可能になり、さらに生命維持装置も長期間の月面活動ができるように改良された。一方で司令船操縦士はそれまでは接合部が3つあるタイプのものを使用していたが、15号では冷却水の接合部がない、それ以前の月面活動で使われていた旧タイプのものを着用した。これは司令船操縦士が深宇宙での船外活動をして、SIMからフィルムの回収作業をするためであった。

## 醜聞
計画終了後、飛行士たちとNASAの名誉は、スコットがあるドイツ人の切手収集家と交わした金銭的なやりとりが明るみに出たことによって汚されることとなった。彼はウォルター・アイアーマン(H. Walter Eiermann)という人物から、記念切手を密かに月まで持って行くように持ちかけられていた。アイアーマンはNASAの職員や宇宙飛行士のグループと、多くの専門的かつ社会的なつながりを持っている人物だった。スコットは依頼に応え、非公認の初日カバー398枚を宇宙服に潜ませ、月面での休憩時間中に封筒に貼りつけ、さらに自らの署名までしていたのである（当初は400枚を持って行くはずだったが、封をする際に2枚が破損してしまったため破棄されていた）。アイアーマンはこのうちの100枚を受け取り、飛行士たちにそれぞれ7,000ドルを銀行預金の形で支払うことを約束した。さらにアポロ計画が終了するまでは決してこの切手のことを宣伝したり他者に売却したりすることはないとも誓ったのだが、その後この100枚はアイアーマンからヘルマン・ジーガー(Hermann Sieger)という業者に渡され、彼がドイツ国内でこれを1,500ドルで売買し始めたことによって問題が発覚した。この事実が明るみに出たとき、NASAはただちに残りの298枚を飛行士から没収した。さらにスコットらもアイアーマンから金銭的な報酬を受け取らないことに決めたが、宇宙飛行士たちの倫理観については各方面から疑問の声が投げかけられた。15号に限らず、飛行士が私的に物品を宇宙に持って行き、後に「おみやげ」という形で金銭的な報酬を受け取るという行為は、以前から慣習化していたことがこの事件で明らかになったからである。後にアーウィンは著書の中で、「自分は子供の大学の学費を払うためにこの取引に応じたのだ」と述べた。
また15号については、もう一つ論議を呼ぶ事件が飛行終了後に起こった。スコットらはポール・ヴァン・ヘイドンク(Paul Van Hoeydonck)というベルギー人の彫刻家に、宇宙開発の促進のために命を失ったアメリカとソビエトの宇宙飛行士たちを追悼するための小像を作るように依頼していた。宇宙飛行士慰霊碑と呼ばれたこの像は、第3回船外活動終了の際、米ソの14名の飛行士の名を刻んだ銘板とともに月面車の横に置かれた。だがこの時点では知られていなかったことなのだが、ソ連が史上初めて選出した20名の宇宙飛行士のうち、2名は15号の飛行よりも前にすでに死亡していたのである。ヴァレンティン・ボンダレンコ(Valentin Bondarenko)は1961年3月に鉄道事故で、グリゴリー・ネリュボフ(Grigori Nelyubov)も1966年2月に鉄道事故で命を落としていた（ネリュボフの死因は公式には事故とされているが、実際には泥酔状態で列車に轢かれたもので自殺と見られている。ソ連は宇宙飛行士のイメージが傷つくことを恐れたため、長らく自殺の事実を隠蔽し事故で死亡したことにしていた）。従って、この2名の名は月面に置かれた銘板には書かれていなかった。慰霊碑はテレビカメラが消されている間に月面に置かれた。スコットがこの間何をやっていたのかは、アーウィンしか知らないことであった。またスコットは管制官に対しては月面車の周囲で清掃作業を行っていると報告していたので、地球でも彼の行動を知る由もなかった。飛行士らはヘイドンクに対し、この小像の複製は作らないということで同意していたのだが、飛行終了後に彼らが記者会見でこの追悼行為のことを明らかにすると、国立航空宇宙博物館が展示用の小像の複製を作ってほしいと依頼してきた。さらにはヘイドンクも同意を破って複製を作り、広告を出したりしたのだが、NASAからの圧力で販売は取り下げた。後にNASAが15号の最終報告書をまとめたとき、この非公認の小像については何もコメントしていなかった。

## 計画の記章
15号の飛行士は3名とも現役のアメリカ空軍の軍人であったため、全員が海軍軍人だった12号が航海中の帆船をテーマにしていたのと同じように、記章も空軍をモチーフにしている。円形の記章の中では、鳥を表す赤と白と青の線が月面のハドリー裂溝の上空を飛行している。そのすぐ後ろには、15を表すローマ数字のXVが、クレーターの線で書かれている。全体は青と赤の線で囲まれ、その間の白い帯の中には飛行士たちの名前が記されている。スコットはエミリオ・プッチ (Emilio Pucci) というファッションデザイナーにこの記章の制作を依頼した。プッチの案では当初は形態は四角だったが、飛行士らの意見により円形に改められ、さらに色も青と緑だったのを愛国的な赤と白と青に変更された。ウォーデンによればそれぞれの鳥も各飛行士を表しているそうで、いちばん上にある白は司令船操縦士である彼に、青はスコットに、赤はアーウィンに対応しているとのことである。飛行番号は、NASAは算用数字で表すべきだと強く主張していたが、記章ではローマ数字で表された。

## 宇宙からの痕跡の確認
15号が着陸する際、下降段の排気ガスによって月面に形成された円形の痕跡は、2008年に日本の月探査衛星かぐやが撮影した画像の比較分析によって確認された。この画像は15号の司令船から撮影されたものともよく一致し、アポロ計画が終了して以来、月面に残された痕跡を宇宙から撮影した初めての例となった。

## 映像
- Apollo 15
- 月面車操縦訓練 - 地上で月面車の操縦訓練をするスコットとアーウィン(2.57 MB, ogg/Theora format)
- 15号の発射 - 発射30秒前から40秒後まで(1.29 MB, ogg/Theora format)
- 着陸船とのドッキング - 着陸船ファルコンとドッキングする司令船エンデバー(3.03 MB, ogg/Theora format)
- 着陸船から離れる司令船 - 切り離し後、ファルコンから撮影されるエンデバー(3.05 MB, ogg/Theora format)
- 月面着陸 - 着陸船操縦士の位置から見たハドレー山への着陸。高度5,000フィート(1,500m)から撮影開始(5.47 MB, ogg/Theora format)
- 月面車からの映像 - 走行中の月面車から撮影した16mmフィルムの映像(3.26 MB, ogg/Theora format)
- ハンマーと羽根の落下実験 - ガリレオの理論が正しいことを実証するスコット(1.38 MB, ogg/Theora format)
- 月面からの離陸 – 月面車のカメラで撮影した離陸の場面(2.31 MB, ogg/Theora format)
- 月面からの離陸 - 着陸船操縦士の位置から見た月面からの離陸(1.18 MB, ogg/Theora format)
- 船外活動をするウォーデン – SIMからフィルムのカセットを回収するために船外活動をするウォーデン(2.81 MB, ogg/Theora format)
- 着水 - 15号の着水(3.67 MB, ogg/Theora format)
- 15号の飛行士たちが月に向かう途中で目撃した閃光の原因を調査するために、ローレンス・バークレー国立研究所で行われた加速器からの高エネルギー粒子を使用しての実験。この現象を追究する実験は、15、16、17号およびスカイラブの船内でも行われた。閃光実験機器（閃光の数を数えている研究員が頭部につけている箱）は、16、17号の飛行中にも使用された[15]。

## 大衆文化での表現
- 15号の飛行は1998年にアメリカのケーブルテレビHBOで、「フロム・ジ・アース/人類、月に立つ（原題：From the Earth to the Moon）」という題名でドラマ化された。
- プレイステーション3のレースシミュレーションゲーム「グランツーリスモ6」の中には月面車が登場する。

### アポロ月面ジャーナル
1. 1 2  “Landing at Hadley”. Apollo 15 Lunar Surface Journal.   NASA (1996年). 2011年7月14日閲覧。
2. ↑  “Stand-Up EVA”. Apollo 15 Lunar Surface Journal.   NASA (1996年). 2011年7月14日閲覧。
3. ↑  “Wake-up for EVA-1”. Apollo 15 Lunar Surface Journal.   NASA (1996年). 2011年7月18日閲覧。
4. 1 2 3 4  Jones, Eric M. (1995年). “Mountains of the Moon”. Apollo 15 Lunar Surface Journal.   NASA. 2011年6月28日閲覧。